# Uruguays departementer
Uruguay er inddelt i nitten departementer (departementos):
| Nummer | Departement    | Hovedstad              | Befolkning | Areal (km²) |
| ------ | -------------- | ---------------------- | ---------- | ----------- |
| 1      | Artigas        | Artigas                | 79.317     | 11.928      |
| 2      | Canelones      | Canelones              | 509,095    | 4.536       |
| 3      | Cerro Largo    | Melo                   | 89.383     | 13.648      |
| 4      | Colonia        | Colonia del Sacramento | 120.855    | 6.106       |
| 5      | Durazno        | Durazno                | 60.926     | 11.643      |
| 6      | Flores         | Trinidad               | 25.609     | 5.144       |
| 7      | Florida        | Florida                | 69.968     | 10.417      |
| 8      | Lavalleja      | Minas                  | 61.883     | 10.016      |
| 9      | Maldonado      | Maldonado              | 147.391    | 4.793       |
| 10     | Montevideo     | Montevideo             | 1.342.474  | 530         |
| 11     | Paysandú       | Paysandú               | 115.623    | 13.922      |
| 12     | Río Negro      | Fray Bentos            | 55.657     | 9.282       |
| 13     | Rivera         | Rivera                 | 109.267    | 9.370       |
| 14     | Rocha          | Rocha                  | 70.614     | 10.551      |
| 15     | Salto          | Salto                  | 126.745    | 14.163      |
| 16     | San José       | San José de Mayo       | 107.644    | 4.992       |
| 17     | Soriano        | Mercedes               | 87.073     | 9.008       |
| 18     | Tacuarembó     | Tacuarembó             | 94.613     | 15.438      |
| 19     | Treinta y Tres | Treinta y Tres         | 49.769     | 9.676       |